# Notholaena buchtienii
Notholaena buchtienii är en kantbräkenväxtart som beskrevs av Eduard Rosenstock. Notholaena buchtienii ingår i släktet Notholaena och familjen Pteridaceae. Inga underarter finns listade.